# Хінув
Хінув (пол. Chinów) — село в Польщі, у гміні Козениці Козеницького повіту Мазовецького воєводства.
Населення — 364 особи (2011).
У 1975-1998 роках село належало до Радомського воєводства.

## Демографія
Демографічна структура станом на 31 березня 2011 року:
|          | Загалом | Допрацездатний вік | Працездатний вік | Постпрацездатний вік |
| -------- | ------- | ------------------ | ---------------- | -------------------- |
| Чоловіки | 197     | 47                 | 136              | 14                   |
| Жінки    | 167     | 30                 | 104              | 33                   |
| Разом    | 364     | 77                 | 240              | 47                   |